# Meliolaster aporusae
Meliolaster aporusae är en svampart som beskrevs av Hosag., Harish & Archana 2009. Meliolaster aporusae ingår i släktet Meliolaster och familjen Asterinaceae.   Inga underarter finns listade i Catalogue of Life.